# Campo San Maurizio
Campo San Maurizio è un campo di Venezia, nel sestiere di San Marco, situato a pochi passi da Campo Santo Stefano, sul percorso che collega quest'ultimo a Piazza San Marco.

## Descrizione
Il campo ha una certa importanza sia quanto a dimensioni, sia per gli edifici che vi sorgono.
- La chiesa di San Maurizio, di antiche origini, chiude il campo a nord, affacciandosi col suo attuale fronte neoclassico. Alle spalle sorge il campanile di Santo Stefano la cui impressionante pendenza e ben visibile dall'adiacente, a destra della facciata, Corte Lavezzera. A sinistra della chiesa, all'inizio della Calle del Piovan, è visibile di scorcio la facciata della Scuola degli Albanesi.

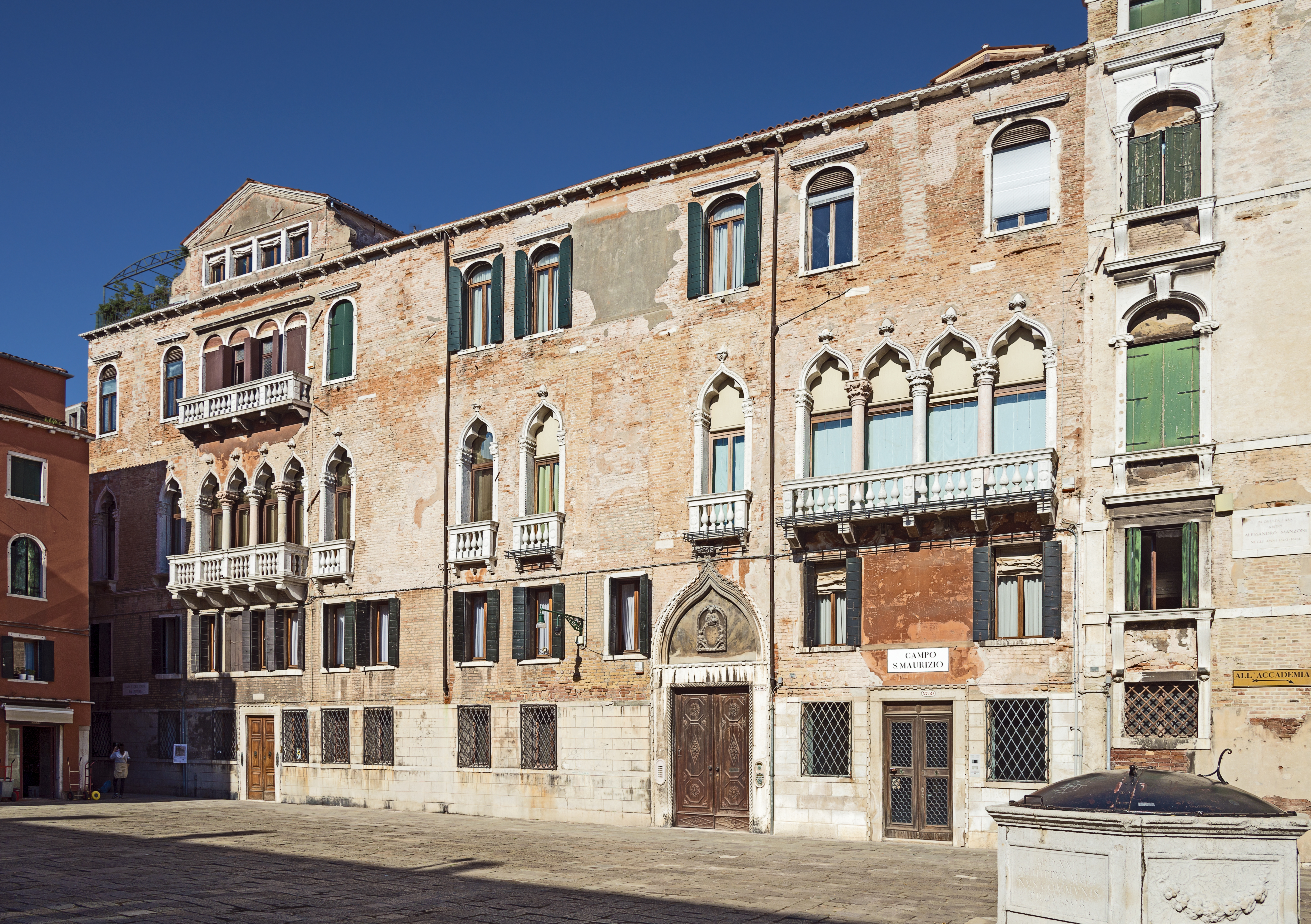
Palazzo Molin

- Al lato ovest del campo è il cinquecentesco Palazzo Terzi Bellavite. Vi visse il poeta vernacolare veneziano Giorgio Baffo e vi soggiornò per diversi mesi lo scrittore Alessandro Manzoni, ospite di un cugino.
- Sempre sullo stesso lato è il Palazzo Molin del XV secolo, in realtà composto due edifici quasi gemelli tardo gotici, ciascuno con una quadrifora ogivale. Sia il corpo di base che la sommità dell'edificio sono frutto di rimaneggiamenti successivi. Importante il portale, che riportava lo stemma lapideo della famiglia Molin, oggi scalpellato. All'interno sono conservati i resti degli antichi stucchi che ne decoravano i muri.

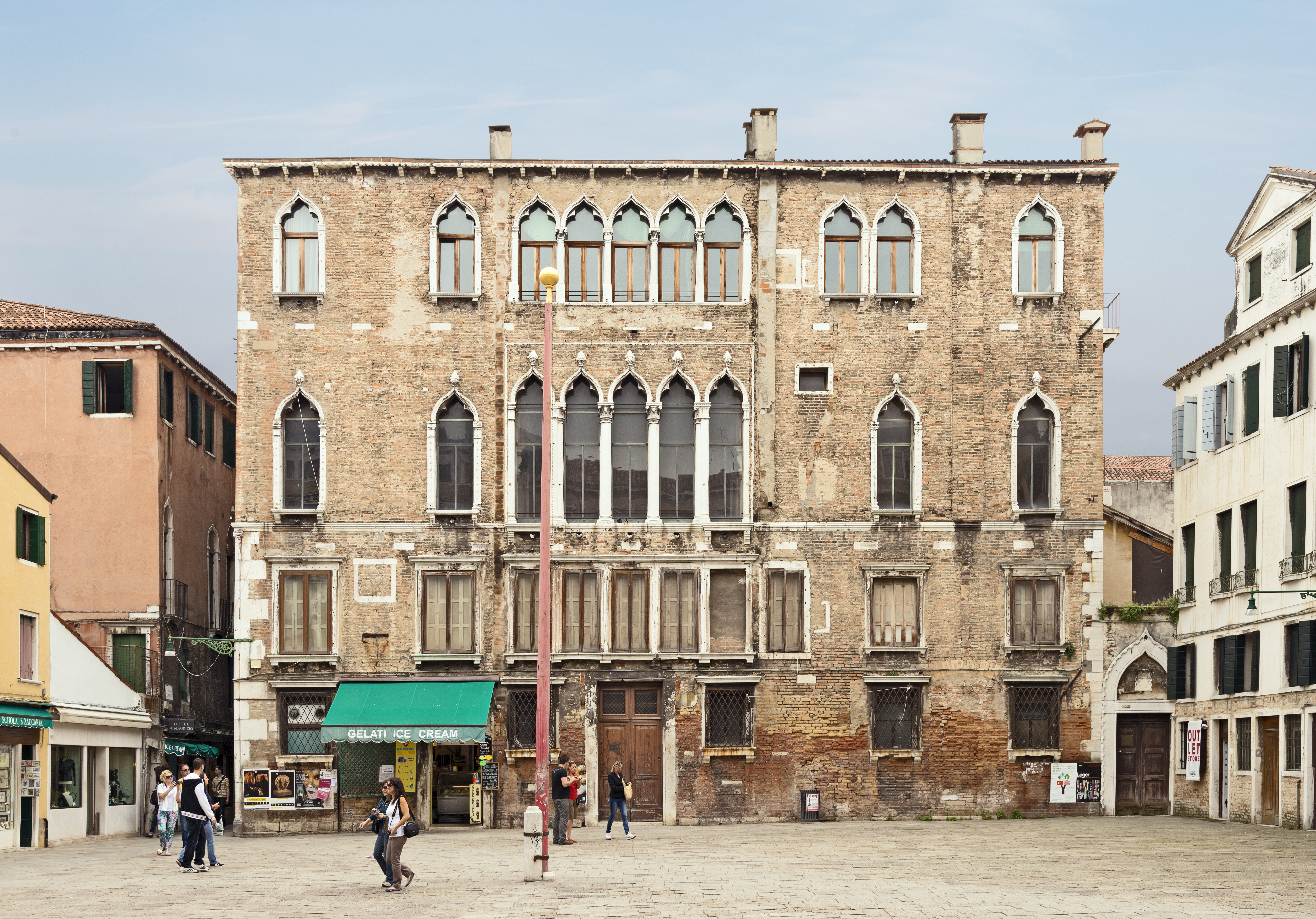
Palazzo Zaguri

- Palazzo Zaguri è l'edificio, anche questo tardo gotico, che chiude il campo a est. Dà il nome alla calle che lo fiancheggia e al successivo ponte che collega l'area di San Maurizio a quella di Santa Maria del Giglio. La fondamenta su cui insiste la facciata opposta del palazzo prende il nome congiuntamente alla vicina Ca' Corner. La facciata verso il campo, divisa in quattro livelli, è ornata ai piani nobili da finestre ogivali e al centro da due grandi pentafore.